# Philip Kutzko
Philip Caesar Kutzko est un mathématicien américain. En 2023, il est professeur émérite à l'université de l'Iowa. Il est connu pour ses contributions au programme de Langlands.

## Formation
Philip Kutzko est un ancien étudiant de l'université du Wisconsin à Madison, où il obtient son doctorat sous la direction de Donald McQuillan en 1972.

## Recherches
En 1980, Kutzko démontre les conjectures de Langlands locales pour le groupe linéaire général GL2(K) sur les corps locaux. En 2014, il devient membre de l'American Mathematical Society « pour ses contributions aux représentations de groupes p-adiques et au programme de Langlands local, ainsi que pour le recrutement et le mentorat d'étudiants appartenant à des minorités sous-représentées. »